# Ісландія на пісенному конкурсі Євробачення
Ісландія бере участь у Пісенному конкурсі «Євробачення» з 1986 року, пропустивши конкурс 1998 та 2002 років. Найкращим результатом країни вважається 2-е місце, яке здобули двоє виконавців: Сельма з піснею «All Out of Luck» у 1999 році та Йоуганна з піснею «Is It True?» у 2009 році.

## Історія участі
Найкращим результатом Ісландії на Пісенному конкурсі «Євробачення» вважається 2-е місце, яке здобули двоє виконавців: Сельма з піснею «All Out of Luck» у 1999 році та Йоуганна з піснею «Is It True?» у 2009 році.
Окрім цього, країна двічі посідала останнє місце у фіналі. У 1989 році Даніель Агуст не отримав жодного балу з піснею «Það sem enginn sér». У 2001 році дует Two Tricky отримав три бали з піснею «Angel» та посів 22-е місце. Найгіршим результатом Ісландії вважається останнє місце у півфіналах конурсів 2018 та 2024 років, яке здобули Арі Оулафссон з піснею «Our Choice» та Гера Б'єрк з піснею «Scared of Heights» відповідно.
У 2003 році Біргітта Гейкдаль зайняла 8-е місце з піснею «Open Your Heart», через що країні не довелося брати участь у півфіналі Євробачення 2004. Ісландія кваліфікувалася до фіналу в семи конкурсах поспіль між 2008 та 2014 роками, однак з 2015 по 2018 рік країні не вдавалося пройти до фіналу. 
У 2019 році Ісландія потрапила у Топ-10 завдяки гурту Hatari, який зайняв 10-е місце з піснею «Hatrið mun sigra» та отримав 232 бали. У 2021 році колектив Daði og Gagnamagnið посів 4-е місце з піснею «10 Years», отримавши 378 балів. У фіналі конкурсу 2022 року гурт Systur з піснею «Með hækkandi sól» зайняв 23-є місце з 20 балами. У 2023 році співачка Diljá з піснею «Power» посіла 11-е місце у другому півфіналі та не пройшла до фіналу.
Ісландія вважається другою після Мальти за успіхом країною, яка ніколи не перемагала на Пісенному конкурсі «Євробачення».

## Учасники Євробачення від Ісландії
Умовні позначення
     Переможець
     Друге місце
     Третє місце
     Четверте місце
     П'яте місце
     Останнє місце
     Автоматичний фіналіст
     Не пройшла до фіналу
     Не брала участі
     Участь скасована
| Рік  | Місце проведення | Виконавець                 | Мова                   | Пісня                | Переклад                 | Фінал                            | Фінал                            | Півфінал                         | Півфінал                         |
| Рік  | Місце проведення | Виконавець                 | Мова                   | Пісня                | Переклад                 | Місце                            | Бали                             | Місце                            | Бали                             |
| ---- | ---------------- | -------------------------- | ---------------------- | -------------------- | ------------------------ | -------------------------------- | -------------------------------- | -------------------------------- | -------------------------------- |
| 1986 | Берген           | «ICY»                      | ісландська             | «Gleðibankinn»       | Щасливий банк            | 16-е                             | 19                               | Без півфіналів                   | Без півфіналів                   |
| 1987 | Брюссель         | Гатла Маргрет Аурнадоуттір | ісландська             | «Hægt og hljótt»     | Повільно і тихо          | 16-е                             | 28                               | Без півфіналів                   | Без півфіналів                   |
| 1988 | Дублін           | «Beathoven»                | ісландська             | «Þú og þeir»         | Ти і вони                | 16-е                             | 20                               | Без півфіналів                   | Без півфіналів                   |
| 1989 | Лозанна          | Даніель Аугуст Гаральдссон | ісландська             | «Það sem enginn sér» | Те, що ніхто не бачить   | 22-е                             | 0                                | Без півфіналів                   | Без півфіналів                   |
| 1990 | Загреб           | Stjórnin                   | ісландська             | «Eitt lag enn»       | Ще одна пісня            | 4-е                              | 124                              | Без півфіналів                   | Без півфіналів                   |
| 1991 | Рим              | Стефаун та Ейфі            | ісландська             | «Draumur um Nínu»    | Сон про Ніну             | 15-е                             | 26                               | Без півфіналів                   | Без півфіналів                   |
| 1992 | Мальме           | Heart2Heart                | ісландська             | «Nei eða já»         | Ні чи так?               | 7-е                              | 80                               | Без півфіналів                   | Без півфіналів                   |
| 1993 | Мілстріт         | Інга                       | ісландська             | «Þá veistu svarið»   | Тоді ви знаєте відповідь | 13-е                             | 42                               | Kvalifikacija za Millstreet      | Kvalifikacija za Millstreet      |
| 1994 | Дублін           | Сігга                      | ісландська             | «Nætur»              | Ночі                     | 12-е                             | 49                               | Без півфіналів                   | Без півфіналів                   |
| 1995 | Дублін           | Боу Галльдоурссон          | ісландська             | «Núna»               | Зараз                    | 15-е                             | 31                               | Без півфіналів                   | Без півфіналів                   |
| 1996 | Осло             | Анна М'єтль Оулафсдоуттір  | ісландська             | «Sjúbídú»            | Сюбіду                   | 13-е                             | 51                               | 10-е                             | 59                               |
| 1997 | Дублін           | Пол Оскар                  | ісландська             | «Minn hinsti dans»   | Мій останній танець      | 20-е                             | 18                               | Без півфіналів                   | Без півфіналів                   |
| 1998 | Бірмінгем        | Не брала участь            | Не брала участь        | Не брала участь      | Не брала участь          | Не брала участь                  | Не брала участь                  | Без півфіналів                   | Без півфіналів                   |
| 1999 | Єрусалим         | Сельма                     | англійська             | «All Out of Luck»    | У всьому не щастить      | 2-е                              | 146                              | Без півфіналів                   | Без півфіналів                   |
| 2000 | Стокгольм        | Ейнар Аугуст та Тельма     | англійська             | «Tell Me!»           | Скажи мені!              | 12-е                             | 45                               | Без півфіналів                   | Без півфіналів                   |
| 2001 | Копенгаген       | Two Tricky                 | англійська             | «Angel»              | Ангел                    | 22-е                             | 3                                | Без півфіналів                   | Без півфіналів                   |
| 2002 | Таллінн          | Не брала участь            | Не брала участь        | Не брала участь      | Не брала участь          | Не брала участь                  | Не брала участь                  | Без півфіналів                   | Без півфіналів                   |
| 2003 | Рига             | Біргітта Гейкдаль          | англійська             | «Open Your Heart»    | Відкрий своє серце       | 8-е                              | 81                               | Без півфіналів                   | Без півфіналів                   |
| 2004 | Стамбул          | Йоунсі                     | англійська             | «Heaven»             | Рай                      | 19-е                             | 16                               | Топ-11 у минулому році           | Топ-11 у минулому році           |
| 2005 | Київ             | Сельма                     | англійська             | «If I Had Your Love» | Якби я мав твою любов    | Не вдалося кваліфікуватися       | Не вдалося кваліфікуватися       | 16-е                             | 52                               |
| 2006 | Афіни            | Сільвія Ноутт              | англійська             | «Congratulations»    | Вітаю                    | Не вдалося кваліфікуватися       | Не вдалося кваліфікуватися       | 13-е                             | 62                               |
| 2007 | Гельсінкі        | Ейрікур Гейксон            | англійська             | «Valentine Lost»     | Втрачене кохання         | Не вдалося кваліфікуватися       | Не вдалося кваліфікуватися       | 13-е                             | 77                               |
| 2008 | Белград          | Eurobandið                 | англійська             | «This Is My Life»    | Це моє життя             | 14-е                             | 64                               | 8-е                              | 68                               |
| 2009 | Москва           | Йоуганна                   | англійська             | «Is It True?»        | Це правда?               | 2-е                              | 218                              | 1-е                              | 174                              |
| 2010 | Осло             | Гера Б'єрк                 | англійська, французька | «Je ne sais quoi»    | Я не знаю що...          | 19-е                             | 41                               | 3-є                              | 123                              |
| 2011 | Дюссельдорф      | Sigurjón's Friends         | англійська             | «Coming Home»        | Повертаючись додому      | 20-е                             | 61                               | 4-е                              | 100                              |
| 2012 | Баку             | Грета Салоуме та Йоунсі    | англійська             | «Never Forget»       | Ніколи не забувай        | 20-е                             | 46                               | 8-е                              | 75                               |
| 2013 | Мальме           | Ейтоур Інгі                | ісландська             | «Ég á líf»           | У мене є життя           | 17-е                             | 47                               | 6-е                              | 72                               |
| 2014 | Копенгаген       | Pollapönk                  | англійська             | «No Prejudice»       | Ніяких упереджень        | 15-е                             | 58                               | 8-е                              | 61                               |
| 2015 | Відень           | Марія Оулафсдоуттір        | англійська             | «Unbroken»           | Нерозбита                | Не вдалося кваліфікуватися       | Не вдалося кваліфікуватися       | 15-е                             | 14                               |
| 2016 | Стокгольм        | Грета Салоуме              | англійська             | «Hear Them Calling»  | Почуйте їх виклик        | Не вдалося кваліфікуватися       | Не вдалося кваліфікуватися       | 14-е                             | 51                               |
| 2017 | Київ             | Свала                      | англійська             | «Paper»              | Папір                    | Не вдалося кваліфікуватися       | Не вдалося кваліфікуватися       | 15-е                             | 60                               |
| 2018 | Лісабон          | Арі Оулафссон              | англійська             | «Our Choice»         | Наш вибір                | Не вдалося кваліфікуватися       | Не вдалося кваліфікуватися       | 19-е                             | 15                               |
| 2019 | Тель-Авів        | Hatari                     | ісландська             | «Hatrið mun sigra»   | Ненависть переможе       | 10-е                             | 232                              | 3-є                              | 221                              |
| 2020 | Роттердам        | Daði og Gagnamagnið        | англійська             | «Think About Things» | Думайте про речі         | Конкурс скасовано через COVID-19 | Конкурс скасовано через COVID-19 | Конкурс скасовано через COVID-19 | Конкурс скасовано через COVID-19 |
| 2021 | Роттердам        | Daði og Gagnamagnið        | англійська             | «10 Years»           | 10 років                 | 4-е                              | 378                              | 2-е                              | 288                              |
| 2022 | Турин            | Systur                     | ісландська             | «Með hækkandi sól»   | З сонцем, що сходить     | 23-є                             | 20                               | 10-е                             | 103                              |
| 2023 | Ліверпуль        | Diljá                      | англійська             | «Power»              | Сила                     | Не вдалося кваліфікуватися       | Не вдалося кваліфікуватися       | 11-е                             | 44                               |
| 2024 | Мальме           | Гера Б'єрк                 | англійська             | «Scared of Heights»  | Страх вистоти            | Не вдалося кваліфікуватися       | Не вдалося кваліфікуватися       | 15-е                             | 3                                |
| 2025 | Базель           | Væb                        | ісландська             | «Róa»                | Веслування               | 25-е                             | 33                               | 6-е                              | 97                               |

## Пов'язана участь

### Диригенти
| Рік  | Диригент            | Нотатки |
| ---- | ------------------- | ------- |
| 1986 | Гуннар Тордарсон    | [ b ]   |
| 1987 | Ялмар Х. Рагнарссон |         |
| 1988 | Без диригента       |         |
| 1989 | Без диригента       |         |
| 1990 | Джон Келл Селжесет  | [ c ]   |
| 1991 | Йон Олафссон        |         |
| 1992 | Найджел Райт        | [ d ]   |
| 1993 | Джон Келл Селжесет  |         |
| 1994 | Френк Макнамара     |         |
| 1995 | Френк Макнамара     |         |
| 1996 | Олафур Гаукур       |         |
| 1997 | Шимон Куран         |         |

### Глави делегації
Кожен мовник, який бере участь у Пісенному конкурсі «Євробачення», призначає голову делегації як контактну особу ЄМС та голову своєї делегації на заході. До складу делегації, чиї розміри можуть сильно відрізнятися, входять керівник преси, виконавці, автори пісень, композитори, бек-вокалісти тощо.
| Рік       | Глава делегації      | Прим.       |
| --------- | -------------------- | ----------- |
| 2017–2023 | Фелікс Бергссон      | [ 2 ]       |
| 2024–     | Рунар Фрейр Гісласон | [ 3 ] [ 4 ] |

### Коментатори та речники
| Рік  | Коментатор(и)               | Речник(-ця) | Прим.         |
| ---- | --------------------------- | --- | ------------- |
| 1970 | Без коментаторів            | Не брали участь                                                                                                   |               |
| 1971 | Бйорн Маттіассон            | Не брали участь                                                                                                   |               |
| 1972 | Бйорн Маттіассон            | Не брали участь                                                                                                   |               |
| 1973 | Джон О. Едвальд             | Не брали участь                                                                                                   |               |
| 1974 | Невідомо                    | Не брали участь                                                                                                   |               |
| 1975 | Дора Хафштайнсдоттір        | Не брали участь                                                                                                   |               |
| 1976 | Джон Скаптасон              | Не брали участь                                                                                                   |               |
| 1977 | Без коментаторів            | Не брали участь                                                                                                   |               |
| 1978 | Рагна Рагнарс               | Не брали участь                                                                                                   |               |
| 1979 | Бйорн Бальдурссон           | Не брали участь                                                                                                   |               |
| 1980 | Бйорн Бальдурссон           | Не брали участь                                                                                                   |               |
| 1981 | Дора Хафштайнсдоттір        | Не брали участь                                                                                                   |               |
| 1982 | Пальмі Йоханнессон          | Не брали участь                                                                                                   |               |
| 1983 | Невідомо                    | Не брали участь                                                                                                   |               |
| 1984 | Невідомо                    | Не брали участь                                                                                                   |               |
| 1985 | Хінрік Б'ярнасон            | Не брали участь                                                                                                   |               |
| 1986 | Торгейр Аствальдссон        | Гюдрун Скуладоттір                                                                                                |               |
| 1987 | Кольбрун Гальдорсдоттір     | Гюдрун Скуладоттір                                                                                                |               |
| 1988 | Герман Гуннарссон           | Гюдрун Скуладоттір                                                                                                |               |
| 1989 | Артур Бьоргвін Болласон     | Ерла Бьорк Скуладоттір                                                                                            |               |
| 1990 | Артур Бьоргвін Болласон     | Арні Сневарр |               |
| 1991 | Артур Бьоргвін Болласон     | Гудрідур Олафсдоттір                                                                                              |               |
| 1992 | Арні Сневарр                | Гюдрун Скуладоттір                                                                                                |               |
| 1993 | Якоб Фріман Магнуссон       | Гюдрун Скуладоттір                                                                                                |               |
| 1994 | Якоб Фріман Магнуссон       | Сіґрідур Арнардоттір                                                                                              |               |
| 1995 | Якоб Фріман Магнуссон       | Аслауг Дора Еййольфсдоттір                                                                                        |               |
| 1996 | Якоб Фріман Магнуссон       | Сванхільдур Конрадсдоттір                                                                                         |               |
| 1997 | Якоб Фріман Магнуссон       | Сванхільдур Конрадсдоттір                                                                                         |               |
| 1998 | Палл Оскар Х'ялмтиссон      | Не брали участь                                                                                                   |               |
| 1999 | Гіслі Мартейн Бальдурссон   | Аслауг Дора Еййольфсдоттір                                                                                        |               |
| 2000 | Гіслі Мартейн Бальдурссон   | Рагнхейдур Елін Клаузен                                                                                           |               |
| 2001 | Гіслі Мартейн Бальдурссон   | Єва Марія Йонсдоттір                                                                                              |               |
| 2002 | Логі Бергманн Ейссон        | Не брали участь                                                                                                   |               |
| 2003 | Гіслі Мартейн Бальдурссон   | Єва Марія Йонсдоттір                                                                                              |               |
| 2004 | Гіслі Мартейн Бальдурссон   | Сігрун Оск Крістіандоттір                                                                                         |               |
| 2005 | Гіслі Мартейн Бальдурссон   | Рагнхільдур Штайнун Йонсдоттір                                                                                    |               |
| 2006 | Сігмар Гудмундссон          | Рагнхільдур Штайнун Йонсдоттір                                                                                    |               |
| 2007 | Сігмар Гудмундссон          | Рагнхільдур Штайнун Йонсдоттір                                                                                    |               |
| 2008 | Сігмар Гудмундссон          | Бринья Торгейрсдоттір                                                                                             |               |
| 2009 | Сігмар Гудмундссон          | Тора Томасдоттір                                                                                                  |               |
| 2010 | Сігмар Гудмундссон          | Йоуганна Ґюдрун Йоунсдоуттір                                                                                      |               |
| 2011 | Графнхільдур Гальдорсдоттір | Рагнхільдур Штайнун Йонсдоттір                                                                                    |               |
| 2012 | Графнхільдур Гальдорсдоттір | Маттіас Маттіассон                                                                                                |               |
| 2013 | Фелікс Бергссон             | Марія Сігрун Хільмарсдоттір                                                                                       |               |
| 2014 | Фелікс Бергссон             | Бенедикт Вальссон                                                                                                 |               |
| 2015 | Фелікс Бергссон             | Сіґрідур Гальдорсдоттір                                                                                           |               |
| 2016 | Гіслі Мартейн Бальдурссон   | Уннштейн Мануель Стефанссон                                                                                       | [ 5 ]         |
| 2017 | Гіслі Мартейн Бальдурссон   | Бйоргвін Гальдорссон                                                                                              | [ 6 ]         |
| 2018 | Гіслі Мартейн Бальдурссон   | Едда Сіф Палсдоттір                                                                                               | [ 7 ]         |
| 2019 | Гіслі Мартейн Бальдурссон   | Йоханнес Хаукур Йоханнессон                                                                                       | [ 8 ] [ 9 ]   |
| 2021 | Гіслі Мартейн Бальдурссон   | Ханнес Олі Агустссон (який грав Олафа Йоханссона у фільмі «Пісенний конкурс Євробачення: Історія вогненної саги») | [ 10 ]        |
| 2022 | Гіслі Мартейн Бальдурссон   | Арні Фйола Асмундсдоттір                                                                                          | [ 11 ]        |
| 2023 | Гіслі Мартейн Бальдурссон   | Ейнар Стефанссон                                                                                                  | [ 12 ] [ 13 ] |
| 2024 | Гунна Діс Емільсдоттір      | Фрідрік Омар Хьорлейфссон                                                                                         | [ 14 ] [ 15 ] |

## Галерея

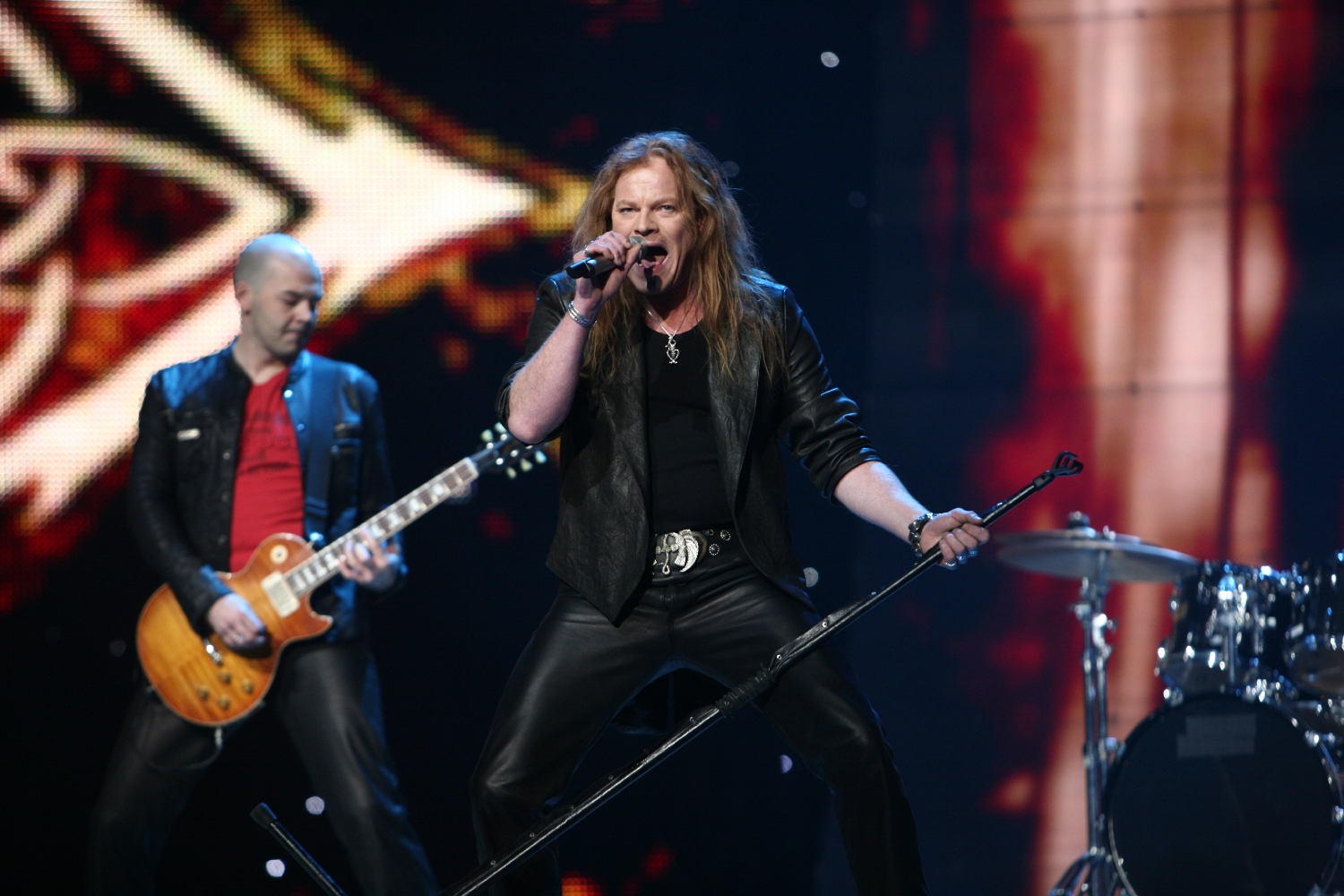
Ейрікур Гейксон у Гельсінкі (2007)
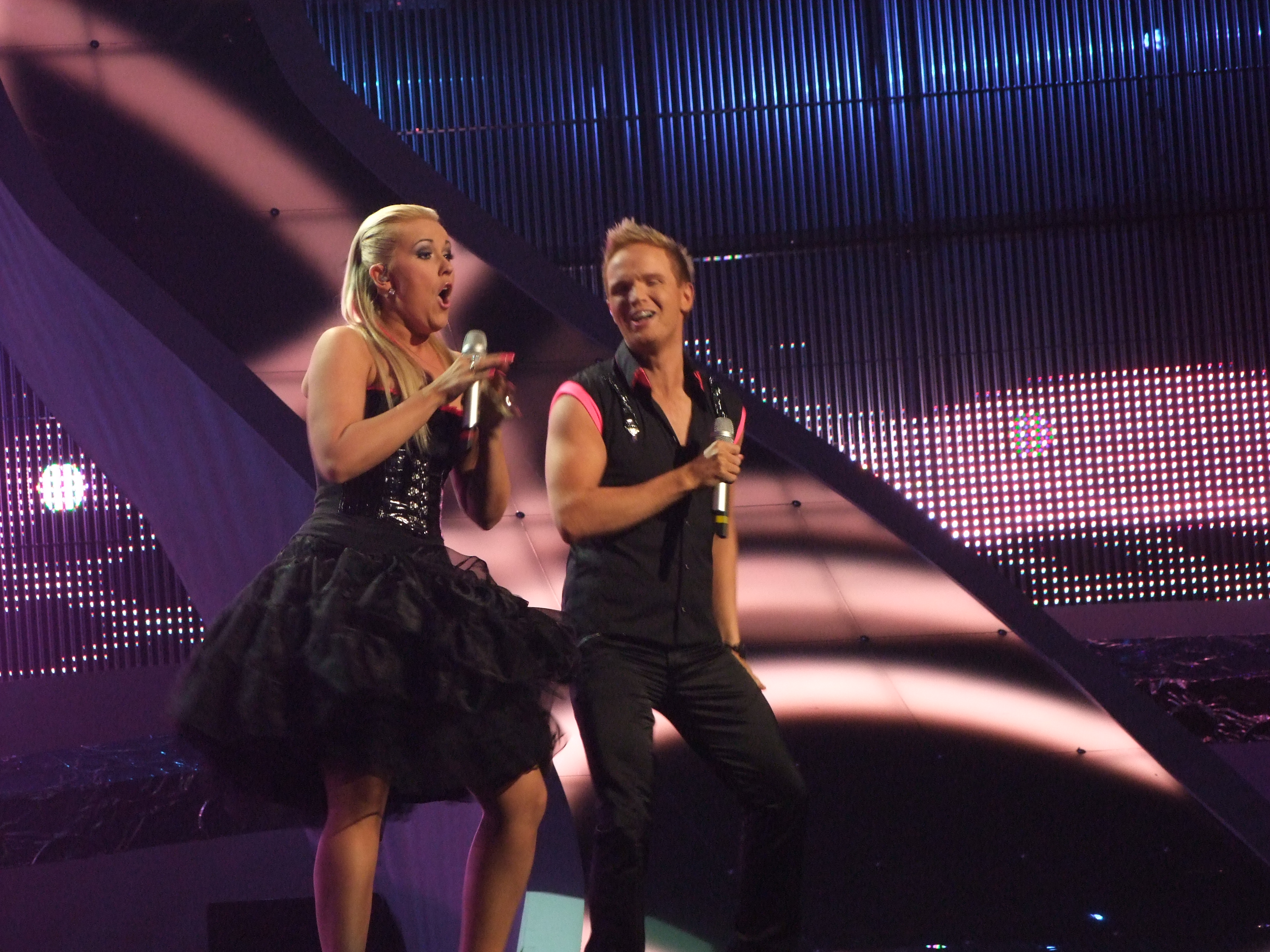
Eurobandið у Белграді (2008)
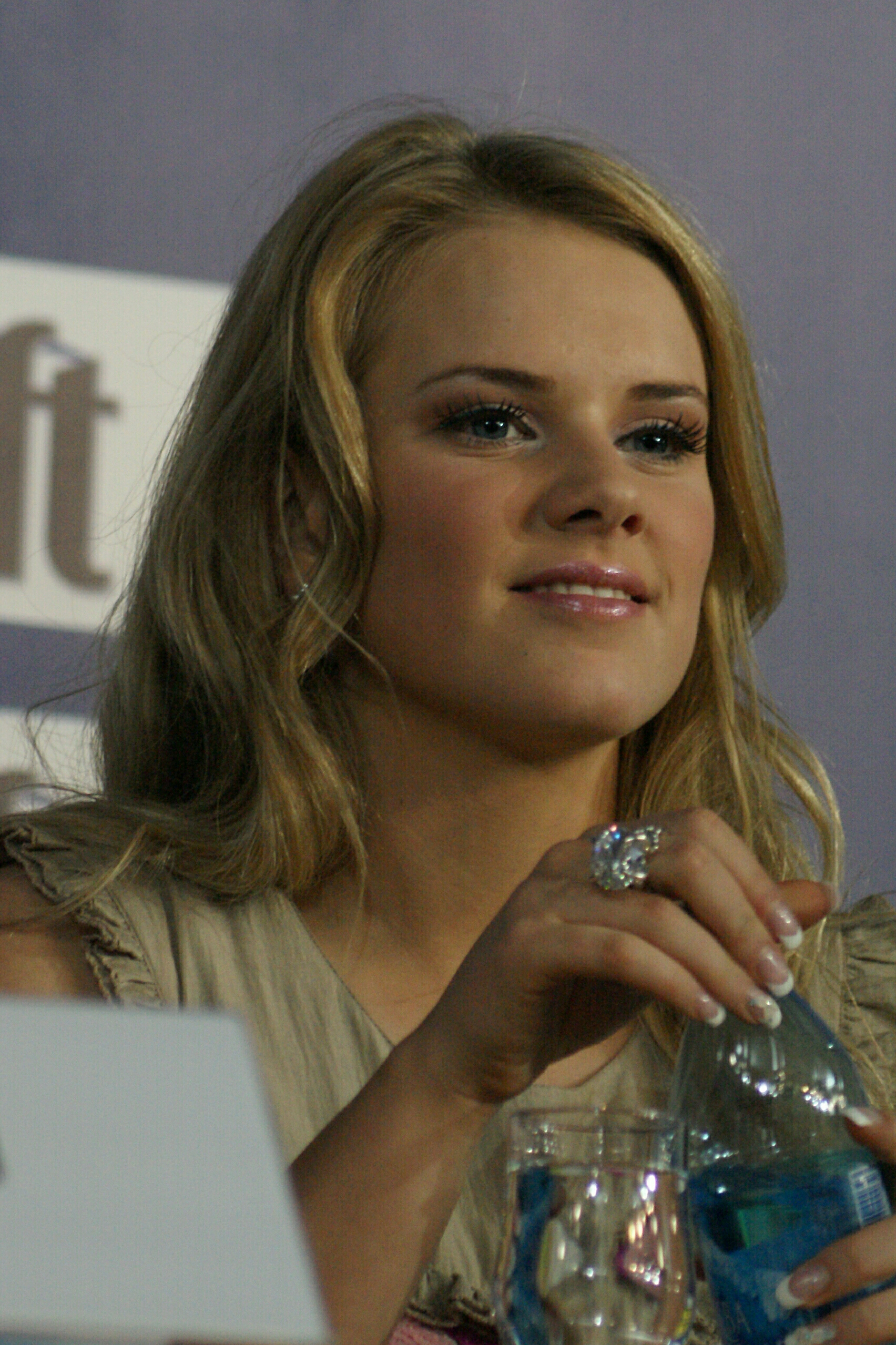
Йоуганна у Москві (2009)
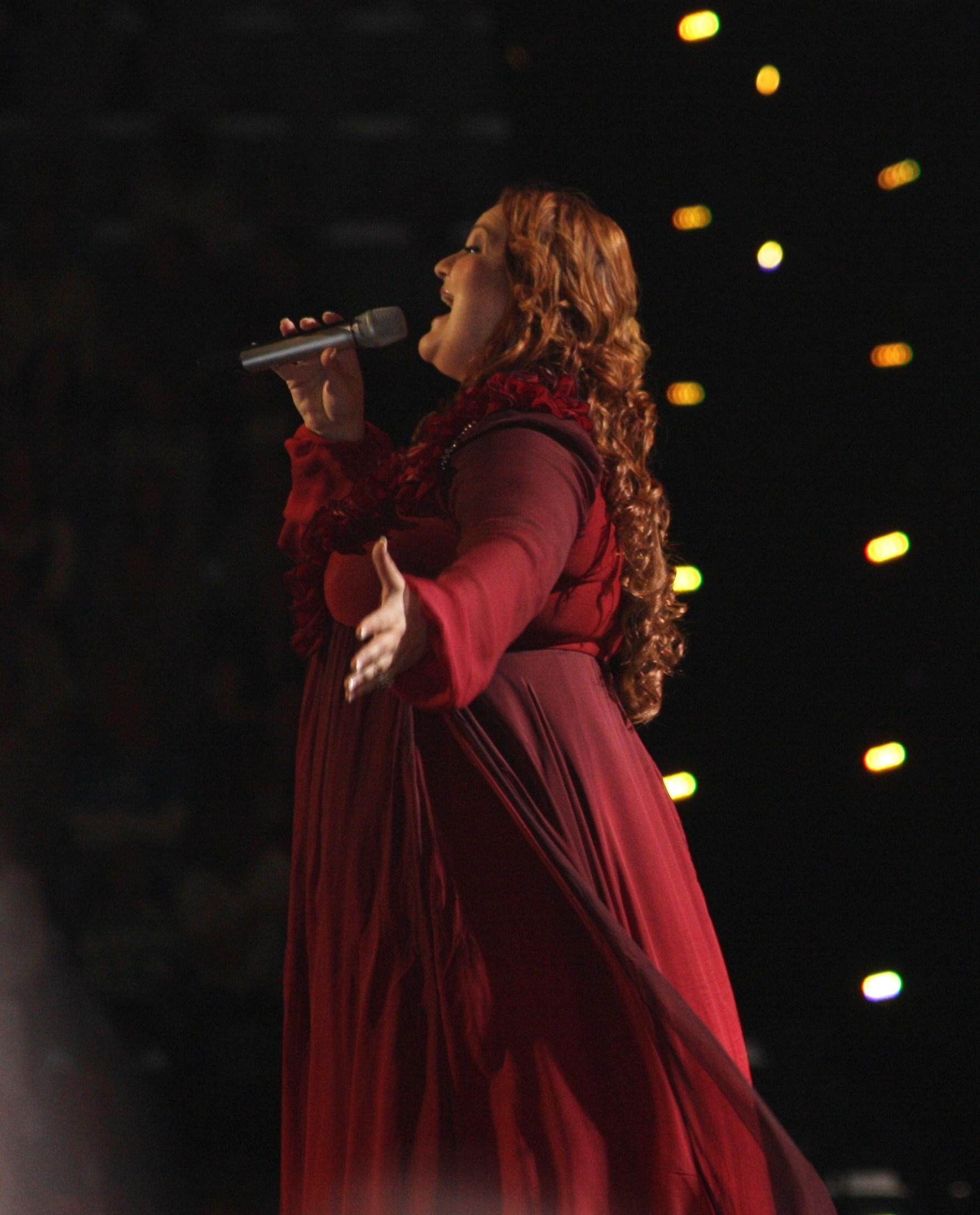
Гера Б'єрк в Осло (2010)
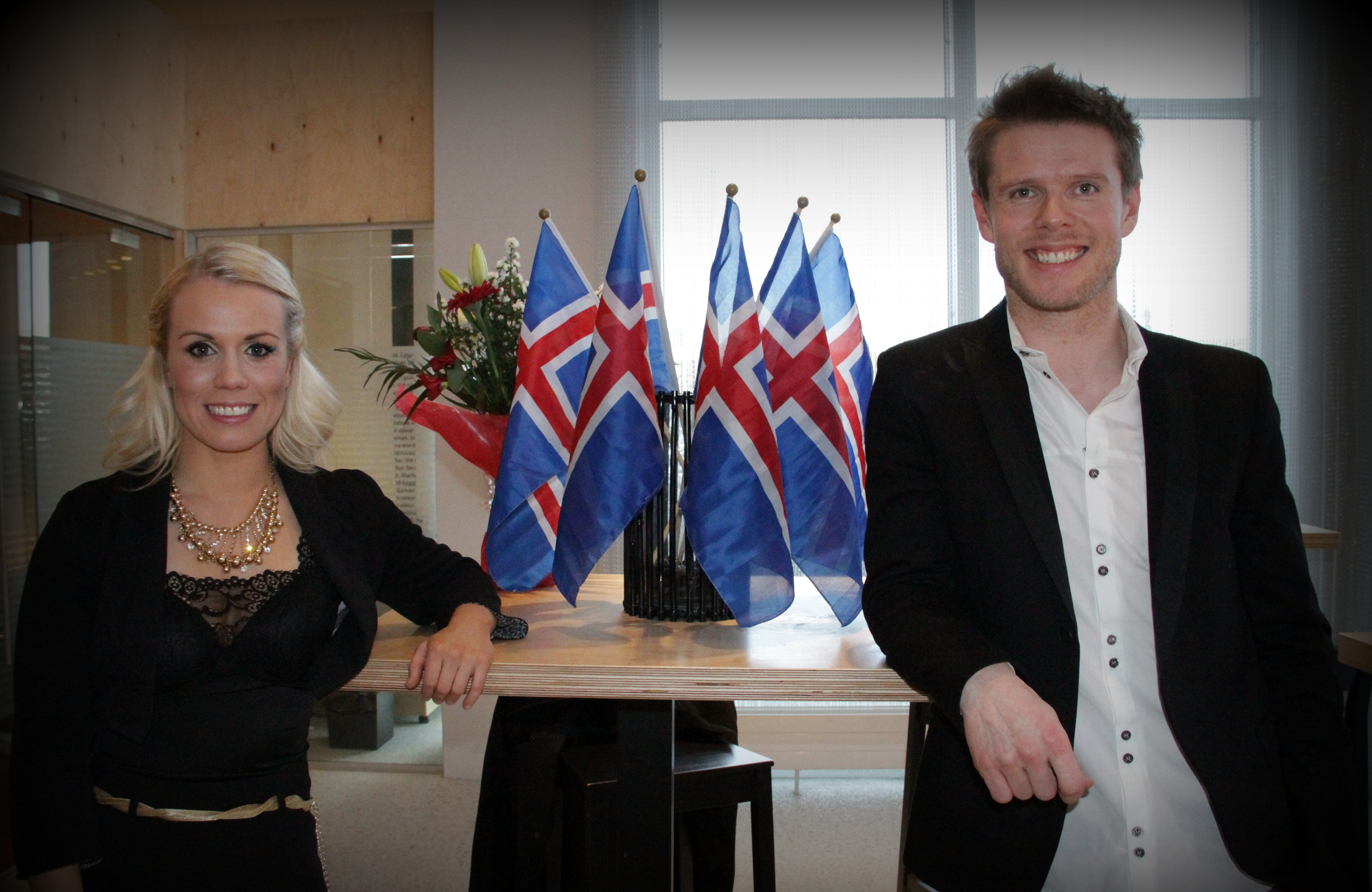
Грета Салоуме та Йоунсі у Баку (2012)
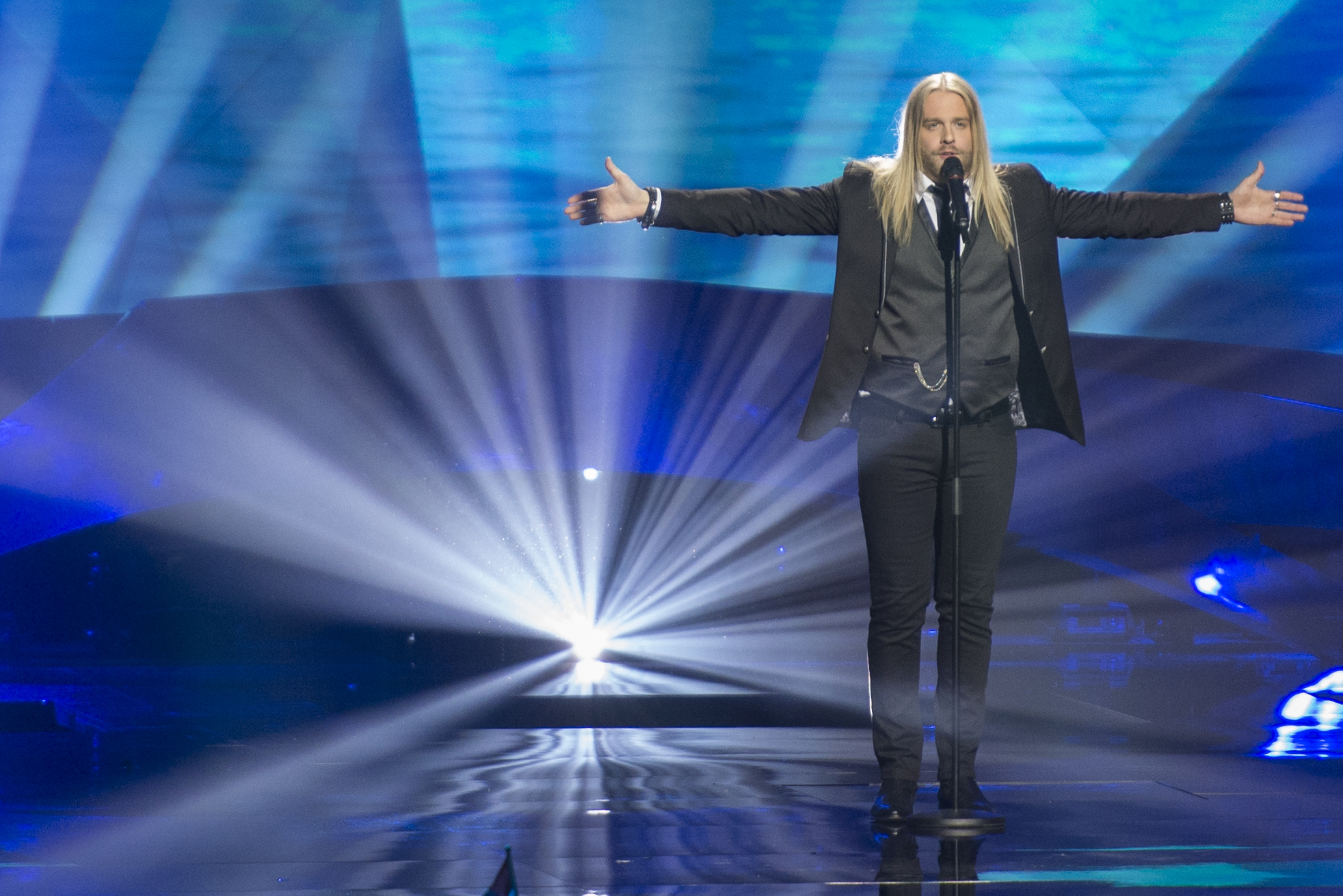
Ейтоур Інгі в Мальме (2013)
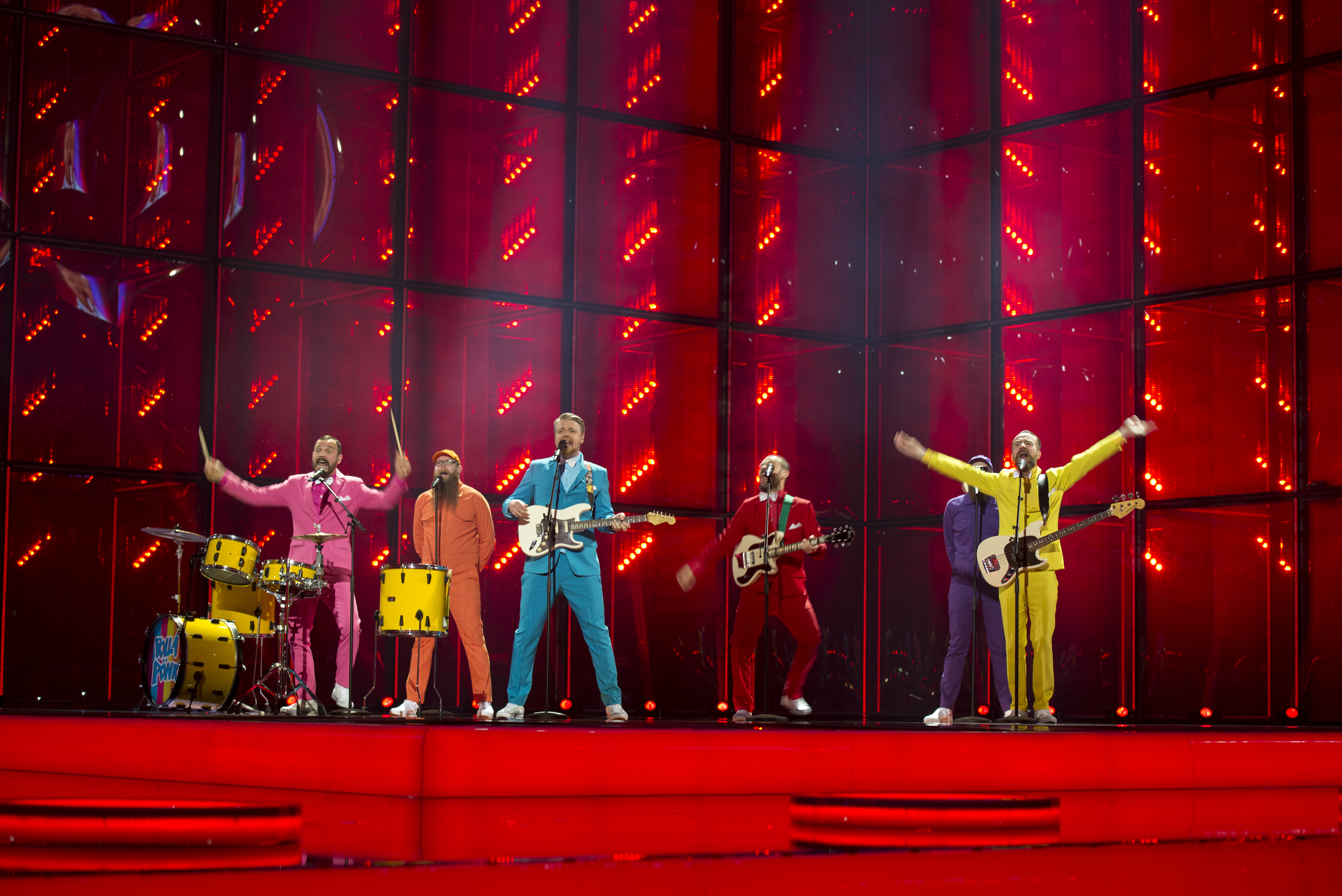
Pollapönk у Копенгагені (2014)
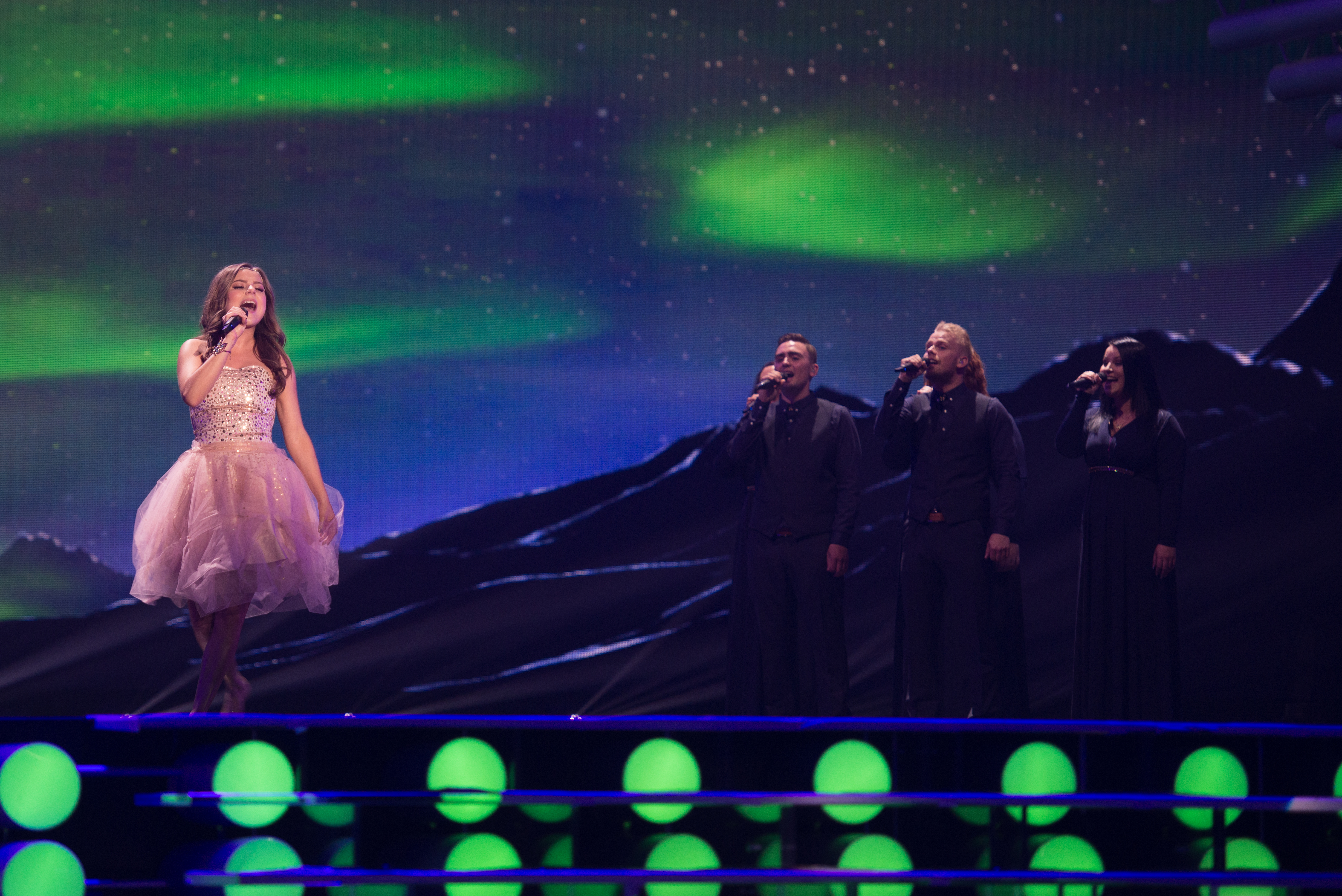
Марія Оулафс у Відні (2015)
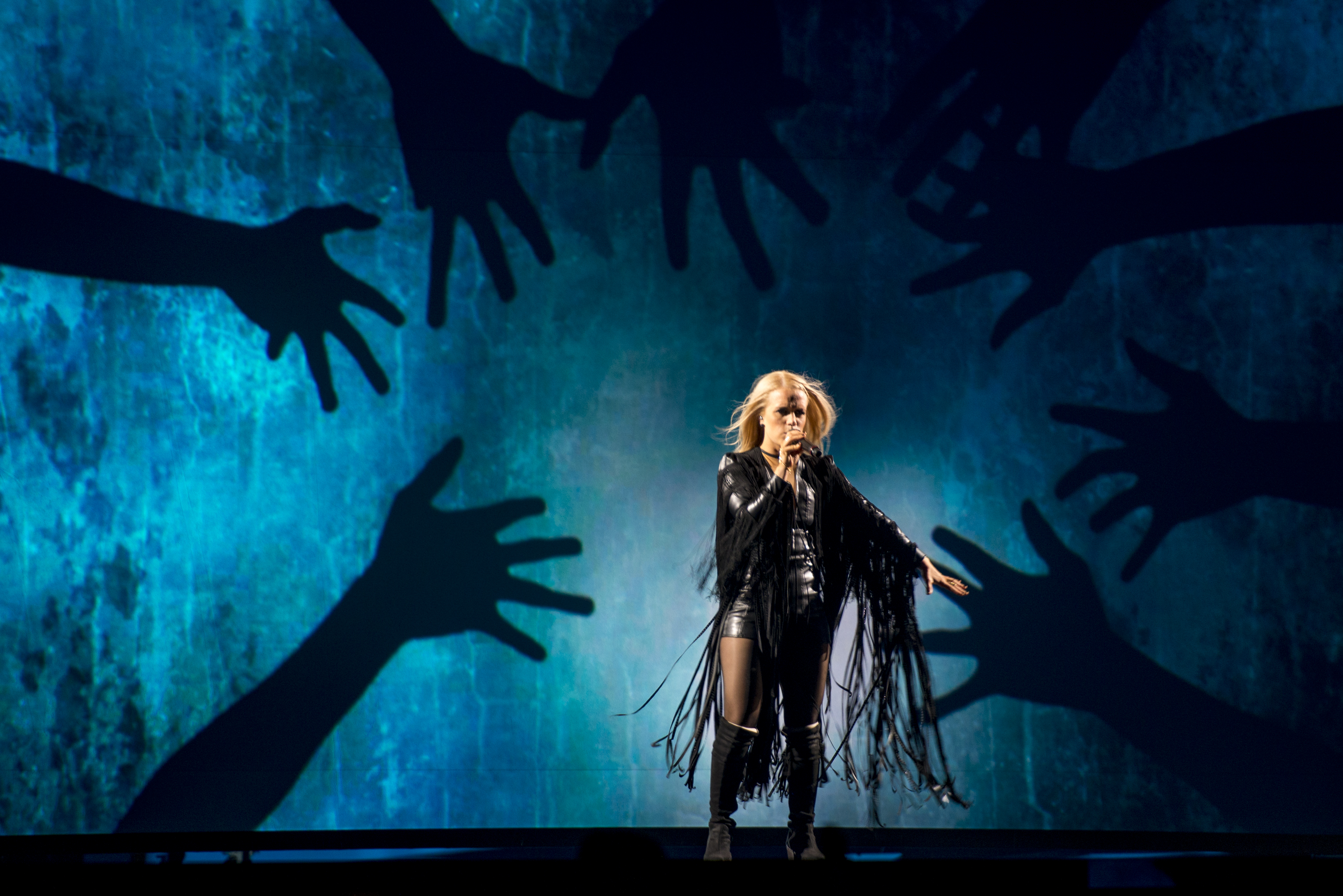
Грета Салоуме у Стокгольмі (2016)
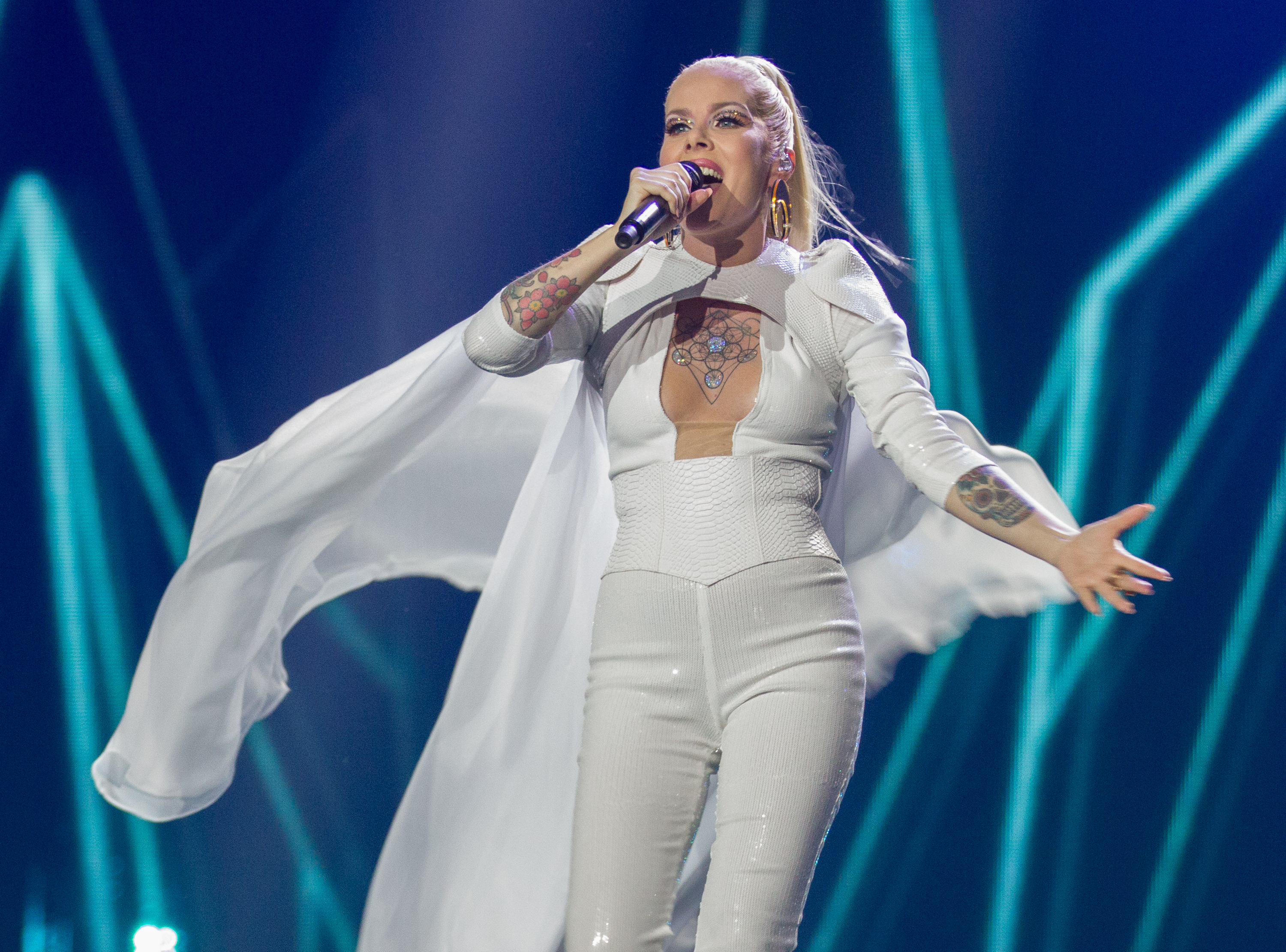
Свала у Києві (2017)
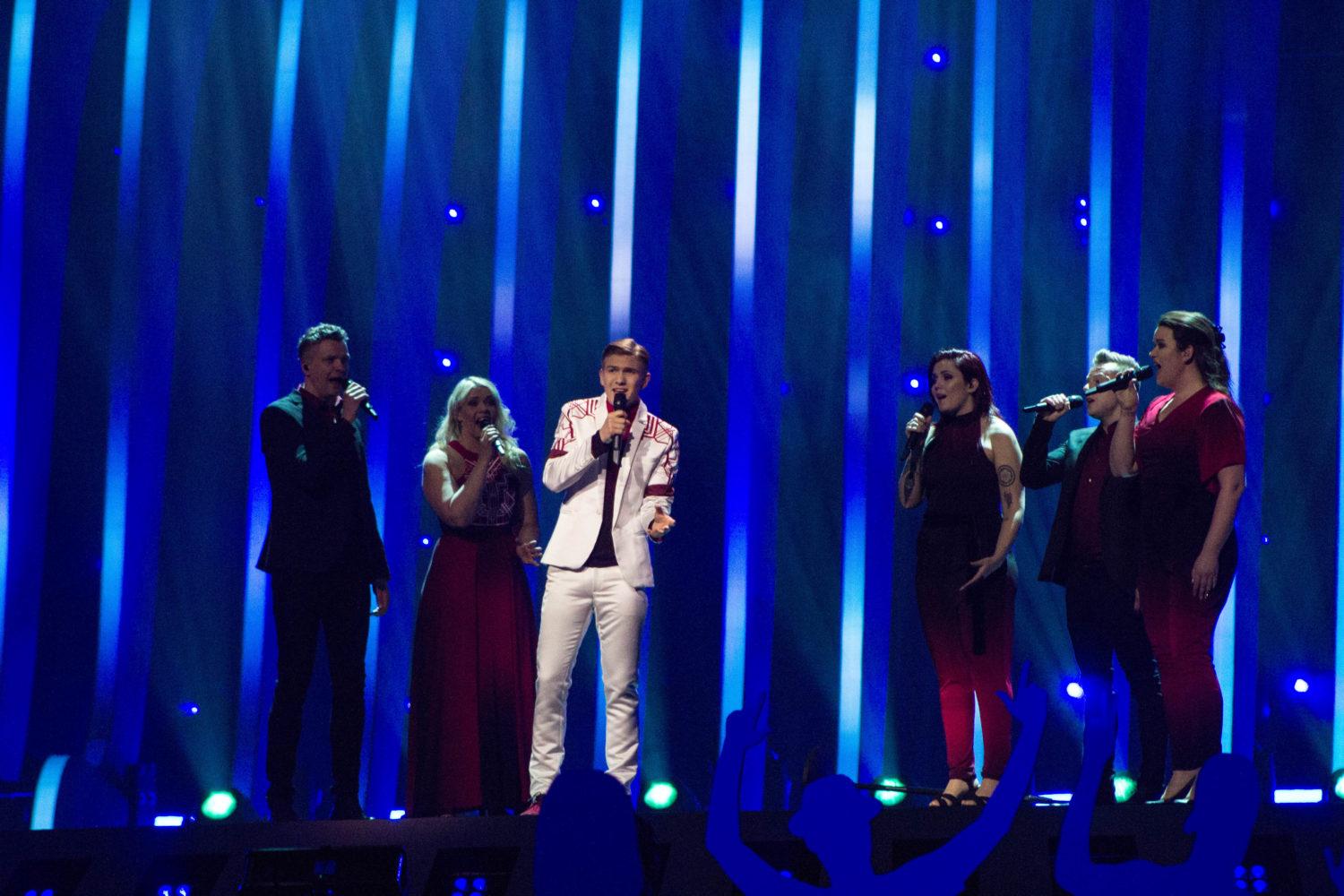
Арі Оулафссон у Лісабоні (2018)
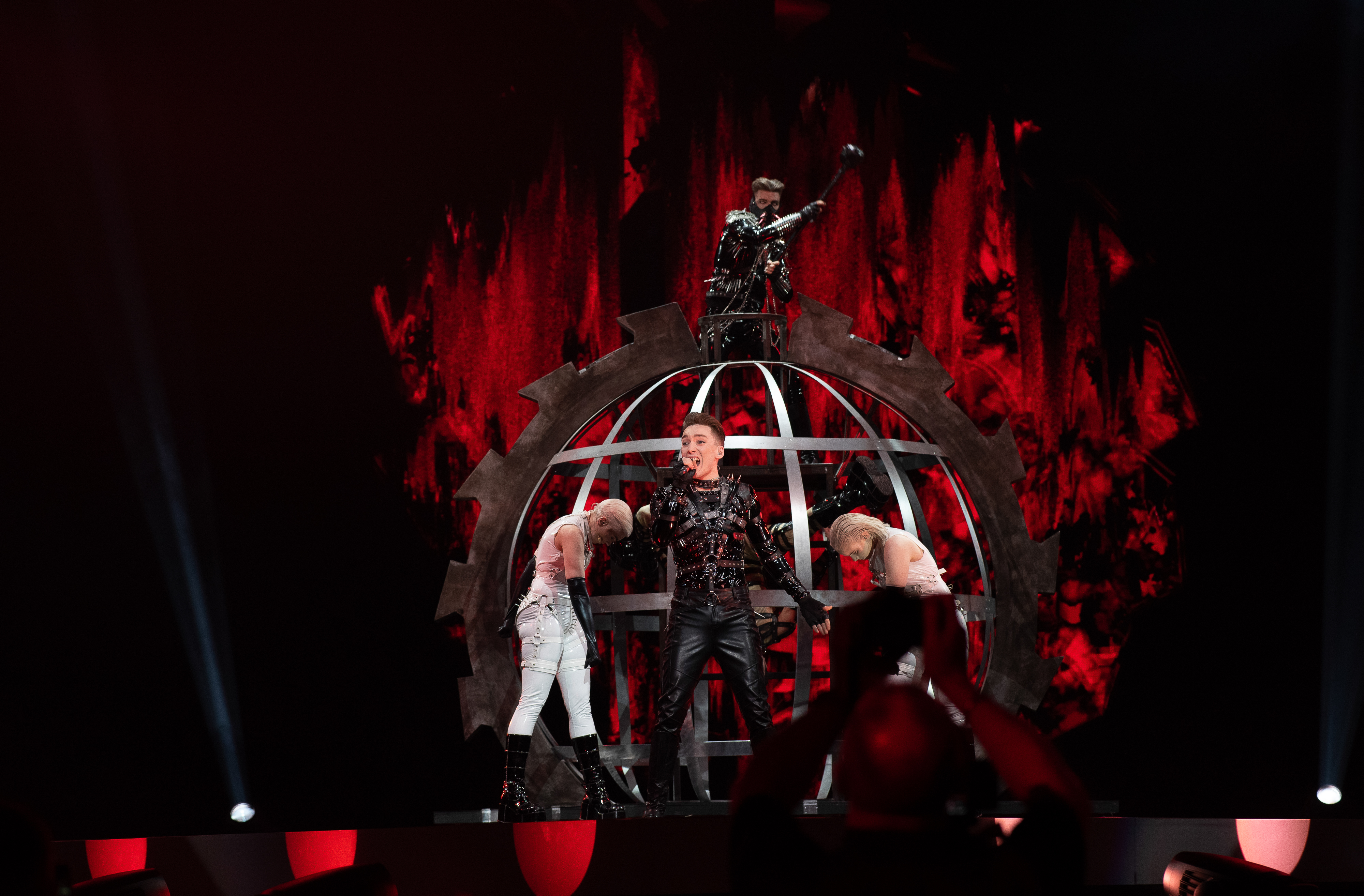
Hatari у Тель-Авіві (2019)
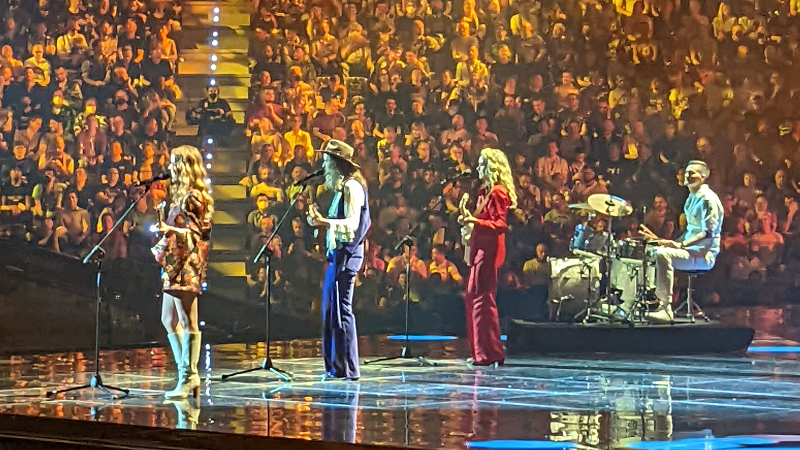
Systur у Турині (2022)
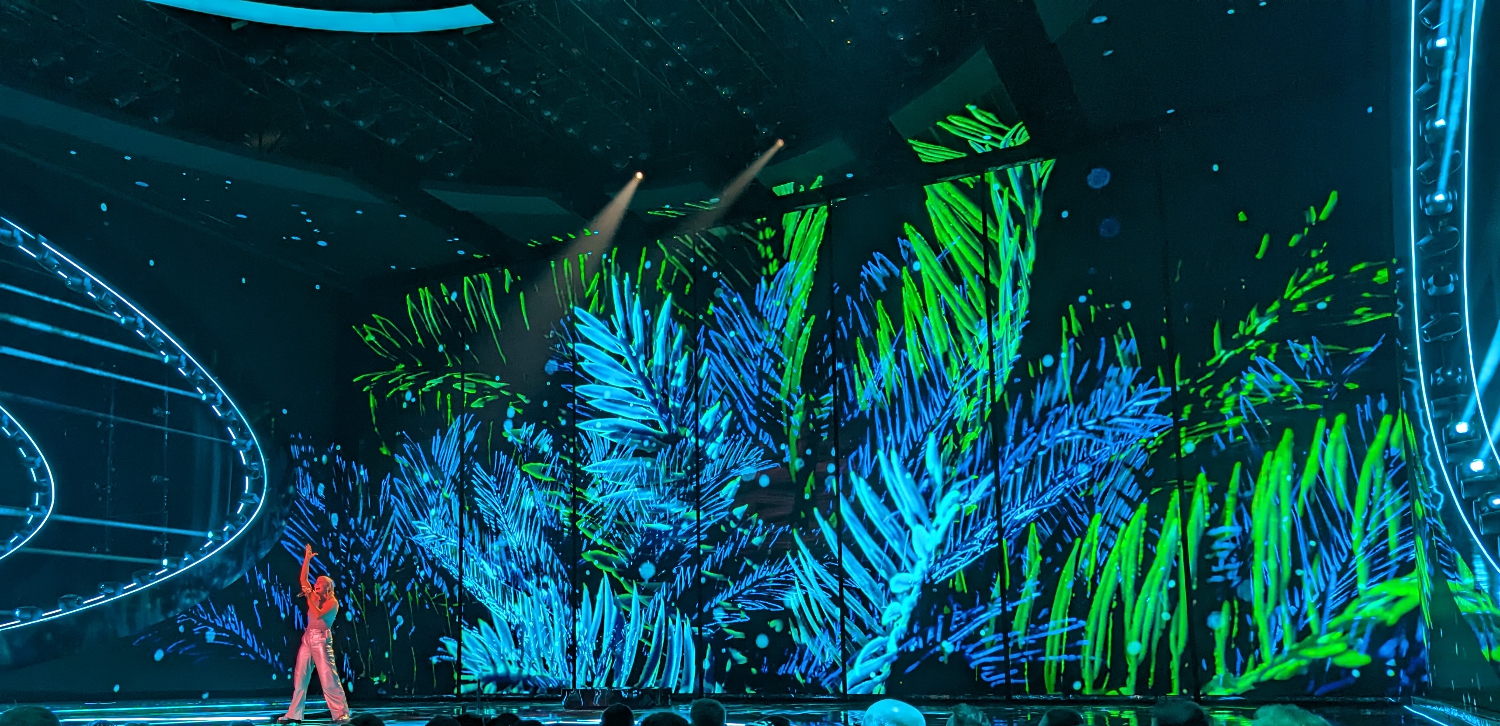
Diljá у Ліверпулі (2023)
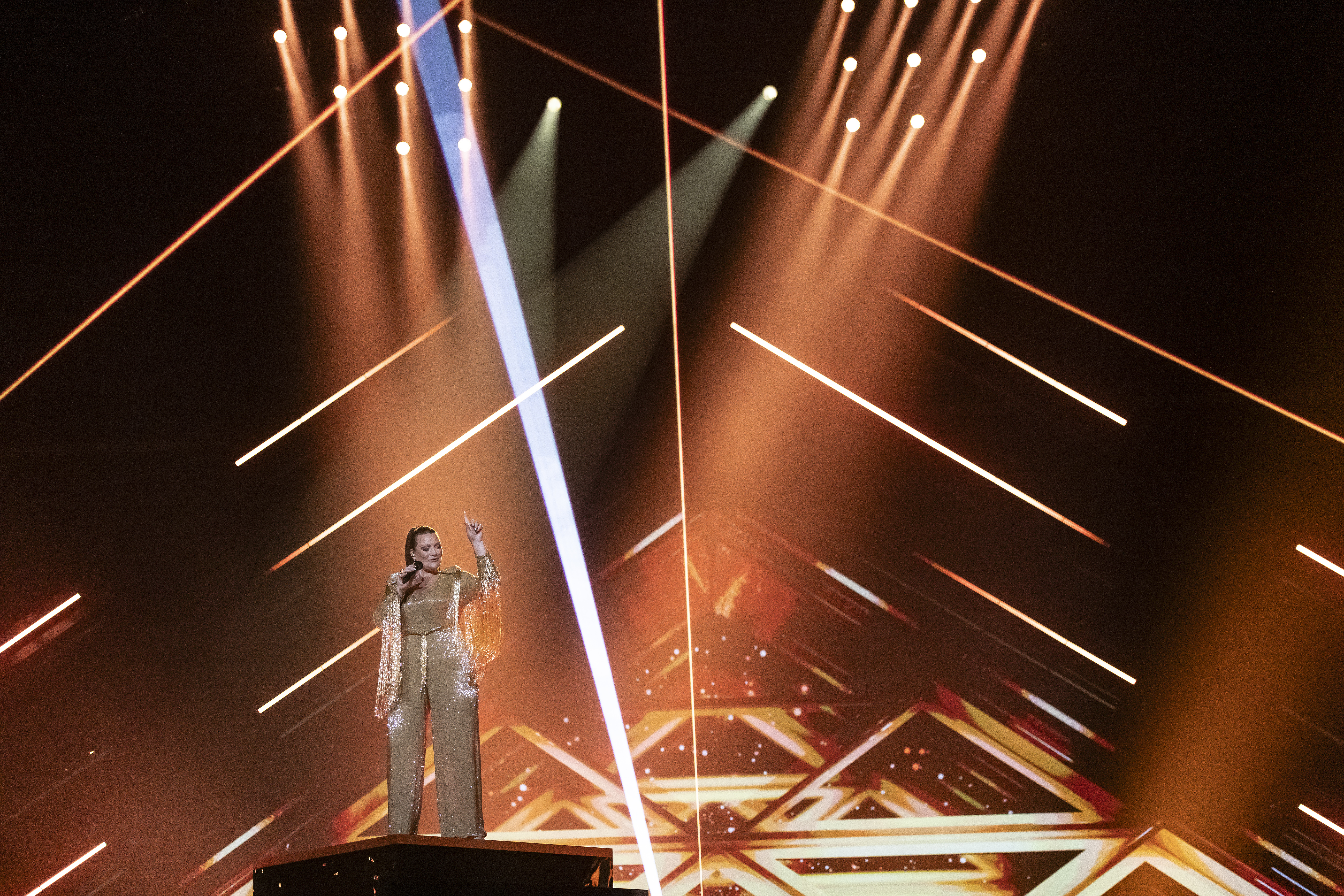
Гера Б'єрк в Мальме (2024)

## У популярній культурі
Комедія Netflix 2020 року «Пісенний конкурс Євробачення: Історія вогненної саги» зображує Вілла Феррелла та Рейчел Мак-Адамс як вигаданий дует з Ісландії, який змагається на Євробаченні. Ханнес Олі Агустссон, який грав Олафа Йоханссона у фільмі, повторив роль під час голосування у фіналі конкурсу 2021 року, у якому він представив бали ісландського журі.

## Статистика голосувань (1986–2024)
| №  | Дано       | Дано | Отримано        | Отримано |
| №  | Країни     | Бали | Країни          | Бали     |
| -- | ---------- | ---- | --------------- | -------- |
| 1  | Швеція     | 275  | Швеція          | 137      |
| 2  | Данія      | 198  | Данія           | 131      |
| 3  | Норвегія   | 182  | Норвегія        | 130      |
| 4  | Франція    | 142  | Велика Британія | 100      |
| 5  | Фінляндія  | 121  | Фінляндія       | 84       |
| 6  | Швейцарія  | 92   | Португалія      | 78       |
| 7  | Португалія | 87   | Ірландія        | 78       |
| 8  | Німеччина  | 81   | Нідерланди      | 69       |
| 9  | Нідерланди | 77   | Естонія         | 67       |
| 10 | Україна    | 75   | Іспанія         | 67       |

## Цікаві факти
- Ісландія — єдина на сьогодні Нордична країна, яка не перемагала на Пісенному конкурсі «Євробачення».

## Нотатки
1. ↑  Згідно з тодішніми правилами Євробачення, фінал складався зі співаків 24 країн. «Велика четвірка» та 10 країн, які посіли з 10 по 1 місце у фіналі минулого конкурсу, автоматично потрапляли до фіналу. Інші 10 країн потрапляють до фіналу з півфіналу. Якщо країна «Великої Четвірки» зайняла з 10 по 1 місце на минулорічному конкурсі, то з півфіналу до фіналу потрапляє 11 країн, і так далі (це залежить від кількості країн «Великої четвірки», які посіли з 10 по 1 місце у фіналі).
2. ↑  Диригував Торір Бальдурссон на національному фіналі.
3. ↑  У національному фіналі диригував Вільяльмур Гудйонссон.
4. ↑  У національному фіналі диригував Йон Олафссон.